# معركة مخاضة يعقوب
معركة مخاضة يعقوب، كانت انتصاراً للسلطان صلاح الدين الأيوبي على بلدوين الرابع ملك بيت المقدس، المسيحي في أغسطس 1179، عندما غزا صلاح الدين ودمر القعة الحدودية الجديدة التي بنتها المملكة الصليبية في مخاضة يعقوب على أعالي نهر الأردن، وهي نقطة مرور تاريخية بين مرتفعات الجولان وشمال الجليل. تُعرف مخاضة يعقوب أيضاً بالاسم اللاتيني ڤادوم إياكوب (Vadum Iacob) وفي العبرية الحديثة باسم عتريت. يعتقد الكثير من الباحثين أن انتصار صلاح الدين المسبق في هذه المعركة كان مُبشراً بإعادة غزوه للأراضي المقدسة والقدس في 1187.

## خلفية تاريخية
كان صلاح الدين سلطان مصر، وبحلول 1174، أصبح سلطان سوريا بعدما استحوذ على دمشق. وتعهد عندما استلم السلطة في سوريا بتشكيل مملكة إسلامية حول القدس. وبطبيعة الحال، كان الهدف النهائي هو استعادة المدينة المقدسة من الصليبيين، وهي خطوة كبيرة لتكليل جهاده. مع وضع خطة لاسترجاع الأراضي المقدسة دون خوض صراع عسكري كبير.
تولى بلدوين الرابع إمرة مملكة المقدس وهو في الثالثة عشرة من عمره بعد وفاة والده عموري الأول عام 1174، وهو نفس العام الذي تولى فيه صلاح الدين الأيوبي السلطة. كان بلدوين مؤمناً بالمسيحية بشدة، ونتيجة لذلك، كانت هذه أكبر عائق توجب على صلاح الدين التغلب عليه. على الرغم من أن بلدوين كان قائداً ثرياً وصلباً، فإنه أصيب بالجذام في سن مبكرة جداً.
واجه بلدوين أول تحدٍ عسكري له، بعد ما يقرب من ثلاث سنوات على توليه العرش في القدس. فقد غزا صلاح الدين الأيوبي المملكة المسيحية في حوالي 1177 لدحر الصليبيين. على الرغم من أن صلاح الدين كان أكبر بعشرين عاماً تقريباً وأكثر خبرة من بلدوين، لم تعرقل المواقف العصيبة الملك المسيحي الشاب. لقد تغلب بلدوين والصليبيين على المسلمين في معركة تل الجزر في 25 نوفمبر 1177. كما كتب أحد باحثي الحملات الصليبية حول تل الجزر، «[كان] هذا إنجازاً باهراً - الهزيمة الوحيدة في معركة ضارية التي عانى منها صلاح الدين قبل مجيء ريتشارد قلب الأسد والحملة الصليبية الثالثة». وبحلول نهاية المعركة، اضطر صلاح الدين إلى التراجع إلى مصر بعد أن نجا من الموت بأعجوبة. وتعاظمت صورة بلدوين في جميع أنحاء المملكة بلدوين، على الرغم من أن النصر تسبب بخسائر فادحة لجيوشه. في الواقع، أصبح بعض المسيحيين في الشرق الأدنى يعتقدون أن «معجزة انتصاره في تل الجزر تظهر كعلامة على التفويض الإلهي».

## حصن بيت الأحزان
تقع مخاضة يعقوب على بعد حوالي مائة ميل شمال القدس عند نهر الأردن، وكانت بمثابة معبر نهري رئيسي على أحد الطرق الرئيسية بين عكا ودمشق. وكانت أيضاً واحدة من أكثر المعابر أماناً في نهر الأردن، وبسبب موقعها وأهميتها، استخدمتها الإمارات الصليبية وسوريا الإسلامية كمفترق رئيسي بين الحضارتين. كان بلدوين وصلاح الدين يتنازعان باستمرار على المنطقة التي تقع عليها مخاضة يعقوب خلال القرن الثاني عشر. قرر بلدوين السير إلى مخاضة يعقوب وبناء حصن دفاعي على أراضيها، كخطوة استراتيجية جريئة نتيجة لانتصاره العسكري في تل جزر. ظن الملك والصليبيين أن مثل هذا التحصين يمكن أن يحمي القدس من الغزو الشمالي ويهدد معقل صلاح الدين الأيوبي في دمشق.
بدأ بلدوين المراحل الأولى لبناء خط دفاعه الجديد، وهو حصن بيت الأحزان بين أكتوبر 1178 وأبريل 1179. أصبح صلاح الدين مدركاً تماماً للمهمة التي سيتعين عليه التغلب عليها في مخاضة يعقوب، بينما كان البناء قيد التقدم، إذا أراد حماية سوريا واسترجاع القدس. في ذلك الوقت، لم يتمكن من وقف تشييد الحصن بالقوة العسكرية لأن جزءاً كبيراً من قواته كان متمركزاً في شمال سوريا، لإخماد التمردات هناك. ونتيجة لذلك، لجأ السلطان إلى الطريقة السلمية وعرض على بلدوين 60 ألف دينار مقابل وقف البناء. رفض بلدوين، لكن صلاح الدين قدم عرضاً مضاعفاً بقيمة 100.000 دينار. ورفض الملك المسيحي مجدداً واستمر في بناء الحصن. كما شيدت قوات بالدوين جدار حجري ذي أبعاد هائلة بحلول صيف 1179. «أصبح للقلعة حينها سوراً هائلاً يبلغ ارتفاعه عشرة أمتار - وهو ما وصفه أحد المعاصرين العرب فيما بعد بأنه سور منيع من الحجر والحديد - وبرج واحد، لكنه كان لا يزال عملاً قيد البناء».

## الخطط والأساليب
حول صلاح الدين انتباهه بعيداً عن التمردات في الشمال السوري ووجهه نحو مخاضة يعقوب وقلعة بيت الأحزان، بعد أن رفض بالدوين عرضه. حيث أدرك تماماً أن أي مساومة أو مفاوضات أخرى لن تكون إلا عبثاً، وأنه كلما أهدر المزيد من الوقت، تقلص الزمن الذي سيتعين على بلدوين إكمال حصنه الضخم. استدعى صلاح الدين الأيوبي جيشاً إسلامياً كبيراً للتقدم نحو جنوب شرق مخاضة يعقوب في 1179، بعد بضعة أشهر فقط من بدء بناء حصن الأحزان. كانت الخطة بسيطة: حصار القلعة وأهلها قبل وصول أي تعزيزات من القدس أو أي من المناطق المجاورة لها.
على الجانب الآخر، كان بلدوين متمركزاً في طبريا، وهي إقطاعية تقع على بحيرة طبريا، على بعد مسيرة نصف يوم تقريباً من مخاضة يعقوب. بحيث إذا وقع أي هجوم على مشروعه، فسوف تتمكن التعزيزات من الوصول بسرعة نسبية. علاوة على ذلك، كان الحصن في مخاضة يعقوب، أو على الأقل ما بُني منه، قوياً نسبياً وكان على الأرجح قادراً على الصمود حتى وصول النجدة في حالة الحصار. وكما يؤكد أحد كُتاب الحروب الصليبية متسائلاً بفضول: «كان الحصار في الواقع بمثابة سباق - هل كان بمقدور المسلمين اختراق دفاعات الحصن قبل وصول القوات اللاتينية؟»

## الحصار

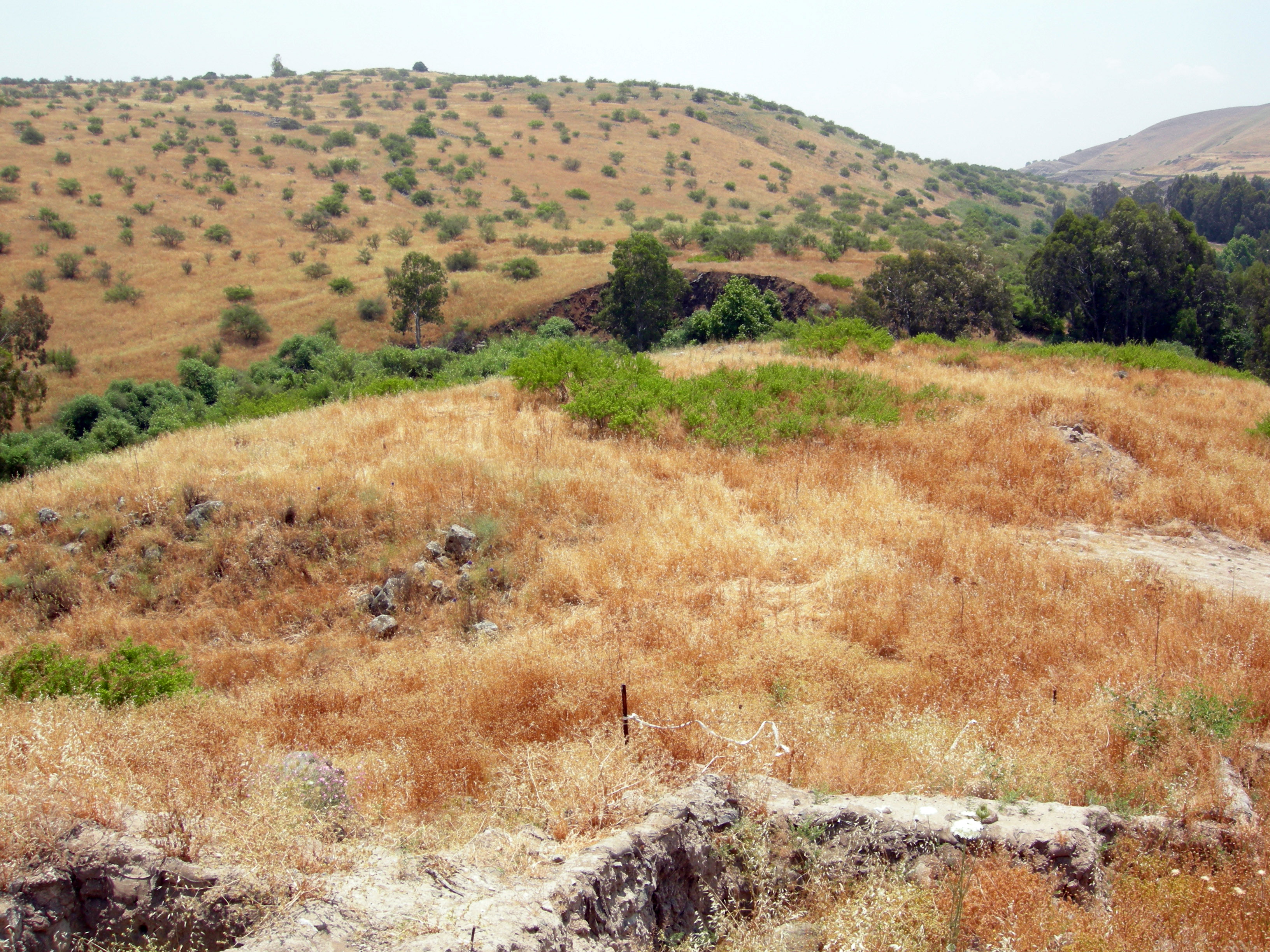
ميدان المعركة في مخاضة يعقوب (1179) كما يظهر من المدخل الرئيسي على شرق نهر الأردن.

وصل صلاح الدين الأيوبي إلى مخاضة يعقوب في 23 أغسطس 1179، وأمر قواته بإطلاق السهام على القلعة، وبالتالي بدأ الحصار. بينما شتت الرماة انتباه الرجال داخل الحصن، كان النقابون يحفرون نفقاً لاختراق الجدران الحجرية والحديدية في الركن الشمالي الشرقي من بيت الأحزان. وبمجرد حفر النفق، وضعت قوات صلاح الدين كميات كبيرة من الخشب بداخله وأشعلت فيه النيران. هذه العملية، التي تسمى «النقب»، كانت عبارة عن طريقة لحرق دعامات النفق مما يجبر الجدران على الانهيار في النهاية بفعل ثقلها. لكن الجدران لم تنهار، لأن النفق كان ضيقاً جداً. وفشلت عملية النقب في البداية التي حاولتها قوات صلاح الدين، لذلك اضطرت إلى إخماد الحريق باستخدام دلاء من الماء وقد دُفع قطعة ذهبية واحدة لكل دلو للقيام بذلك. وبعد إطفاء الحريق، صدرت تعليمات للنقابين بتوسيع النفق وإعادة إشعال النار في النهاية. وفي الوقت نفسه، طلب بلدوين تعزيزات من القدس، بعد أن عرف بهذا الهجوم. ومع ذلك، كانت الاتصالات بين بلدوين والحصن بطيئة، وبحلول ذلك الوقت، استمر الحصار لعدة أيام.
بدأت قوات بلدوين داخل القلعة بتعزيز البوابات الرئيسية المحيطة بها. وبعد فترة وجيزة أعاد المسلمون إشعال النار في النفق الموجود أسفل القلعة، فانهارت الجدران. ونتيجة لذلك، باءت محاولات الصليبيين لإعادة تحصين القلعة بالفشل، ودخل صلاح الدين الأيوبي وقواته إلى بيت الأحزان، بعد ستة أيام تقريباً من بدء الحصار. كان المهاجمون المسلمون قد نهبوا القلعة في مخاضة يعقوب وقتلوا معظم حاميتها بحلول 30 أغسطس 1179. في نفس اليوم، انطلق بلدوين وتعزيزاته من طبريا، بعد أقل من أسبوع من استدعائها، ليكتشفوا أن الدخان يتخلل الأفق مباشرة فوق بيت الأحزان. لقد بدا واضحاً أنه فات الأوان لإنقاذ 700 من الفرسان والمهندسين المعماريين وعمال البناء الذين قتلوا و800 آخرين وقعوا في الأسر. رجع بلدوين وتعزيزاته إلى طبريا وأمر صلاح الدين بهدم بقايا الحصن.

## التداعيات
حقق صلاح الدين انتصاراً عسكرياً في بيت الأحزان، ومع ذلك وقعت قواته ضحية لعدو آخر مباشرة بعد الحصار، فقد دُفنت 700 جثة من الصليبيين الذين قُتلوا في مخاضة يعقوب في حفرة. بدأت هذه الجثث في الحفرة بالتحلل خلال حرارة أغسطس، ونتيجة لذلك، انتشر الطاعون، مما أسفر عن مقتل ما يقرب من عشرة من قادة صلاح الدين. ومع ذلك، فإن هذه الكارثة لم تقلل من براعة صلاح الدين العسكرية. وقع صلاح الدين وبلدوين هدنة في 1180. استرجع صلاح الدين الأيوبي القدس من الصليبيين بعد معركة حطين في 1187 بعد سبع سنوات من معاهدة السلام هذه.
يعتقد بعض الباحثين أنه بعد انتصار صلاح الدين الأيوبي في معركة مخاضة يعقوب في 1179، أصبحت القدس معرضة بشدة للاستيلاء عليها لأن «مدخل المملكة عن طريق معبر الأردن مباشرة جنوب بحيرة طبريا.. الذي سلكه صلاح الدين الأيوبي في 1182 و1184 و1187 كان بلا حماية تقريباً». ومع ذلك، فإن هذا المعبر لا علاقة له بمخاضة يعقوب الواقعة في أقصى الشمال، وإلى جانب ذلك فهو يقع على بعد حوالي 10 كم جنوباً من مدينة طبريا الصليبية المحصنة والمحمية، عاصمة إمارة الجليل، وهي واحدة من بين عدة معاقل للصليبيين في الجليل الشرقي وغور الأردن، مما يفتح مجالاً للنقاش.
استمر نجاح صلاح الدين العسكري والسياسي قائماً في الشرق الأدنى بعد استرجاع القدس حتى المواجهة العسكرية مع ريتشارد قلب الأسد، وبعد ذلك اضطر للصلح في 1192. وتوفي في العام التالي. قبلها، توفي الملك بلدوين الرابع، بفعل الجذام في 1185 عن عمر يناهز الثالثة والعشرين.